# Linia kolejowa Petersburg Rozrządowy Moskiewski – Ruczji
Linia kolejowa Petersburg Rozrządowy Moskiewski – Ruczji – linia kolejowa w Rosji łącząca stację Petersburg Rozrządowy Moskiewski ze stacją Ruczji. Zarządzana jest przez region petersburski Kolei Październikowej (część Kolei Rosyjskich).
Linia w całości położona jest w Petersburgu. Na całej długości jest zelektryfikowana. Odcinek Petersburg Rozrządowy Moskiewski – Dworzec Ładoski jest dwutorowy, a pozostała cześć trasy jednotorowa. Poprzez Most Fiński jest to jedyna linia kolejowa w Petersburgu przekraczająca Newę i jedna z dwóch na całej długości rzeki. 

## Historia
Linia w większości powstała w 1913, gdy otwarto pierwszy most kolejowy nad Newą - Most im. Cesarza Aleksandra I (po rewolucji Most Fiński), łącząc systemy kolejowe południowego i północnego Petersburga. W 1917 powstała stacja Ruczji. Początkowo linia leżała w Imperium Rosyjskim, następnie w Związku Sowieckim. Od 1991 znajduje się w granicach Rosji.